# 물의 나라 (영화)
물의 나라는 1990년에 개봉한 대한민국의 영화

## 캐스팅
- 정승호 : 한길수 역
- 심혜진 : 송미란 역
- 김미정 : 서지혜 역
- 안승훈 : 백찬규 역
- 신충식 : 허만철 역
- 김재이 : 정은하 역
- 양택조 : 이달호 역
- 조주미 : 장경희 역
- 정부미 : 김중 역
- 이한수 : 강인구 역
- 신경식 : 이현진 역
- 마이클 : 데이빗 역
- 이석구 : 고 사장 역
- 노사강 : 배인표 역
- 박종설 : 홍씨 역
- 주상호 : 교도소사내 역
- 나갑성 : 형사 역
- 김애라 : 길수엄마 역
- 유명순 : 주민 역
- 김소연 : 다방마담 역
- 이영주 : 올케 역
- 간남숙 : 여직원 역
- 김호섭 : 지혜남자친구 역
- 노현용 : 국일 역

## 같이 보기
- 물의 나라
- 불의 나라 (드라마)
- 불의 나라 (영화)